# Skalka (Česká Metuje)
Skalka (německy Skalka) je malá vesnice, část obce Česká Metuje v okrese Náchod. Nachází se asi 2 km na západ od České Metuje. V roce 2009 zde bylo evidováno 27 adres. V roce 2001 zde trvale žilo 11 obyvatel.
Skalka leží v katastrálním území Skalka u České Metuje o rozloze 2,94 km2.

## Pamětihodnosti
Zástavba vsi je od roku 2004 chráněna v rámci vesnické památkové zóny.

## Galerie

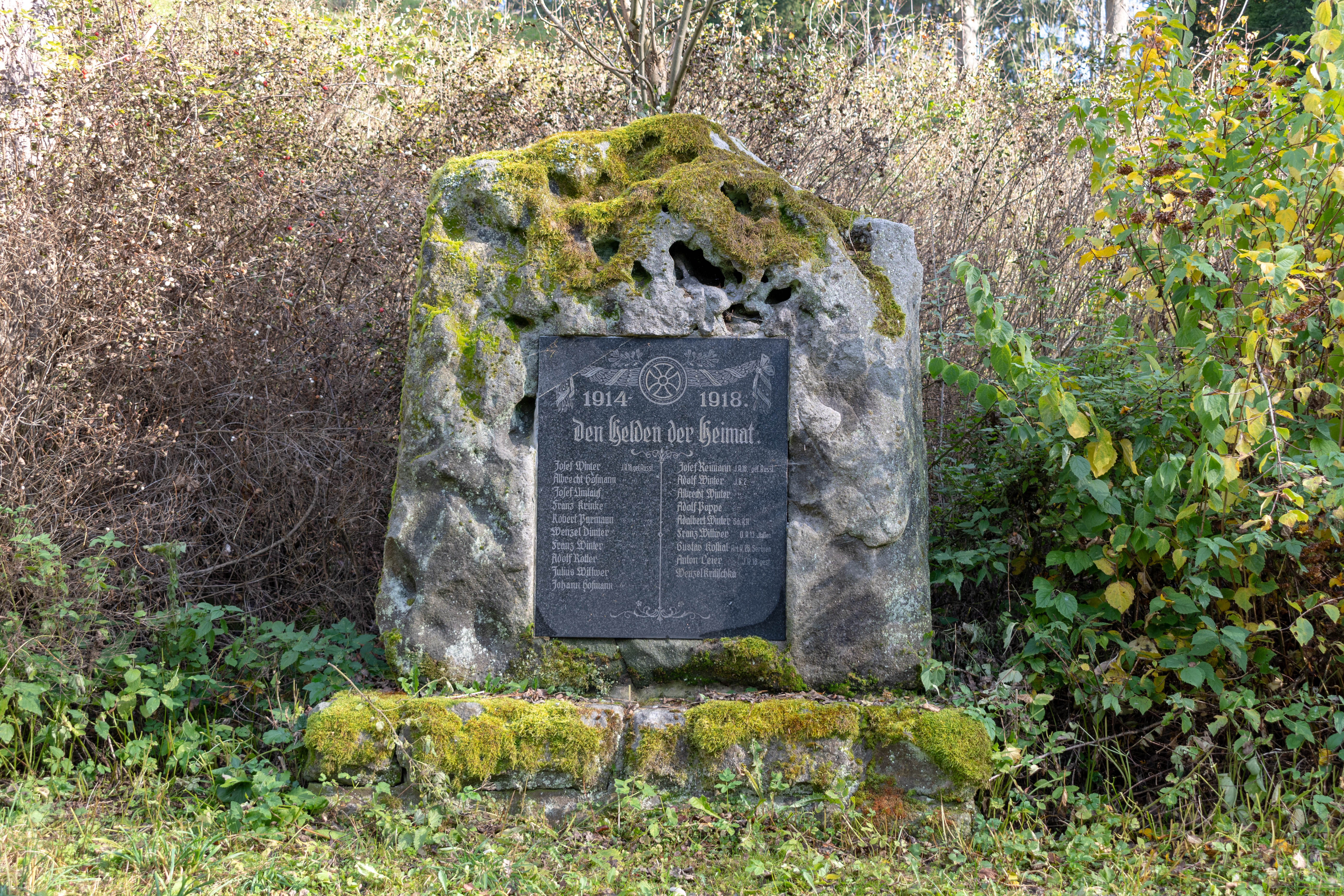
Pomník padlým
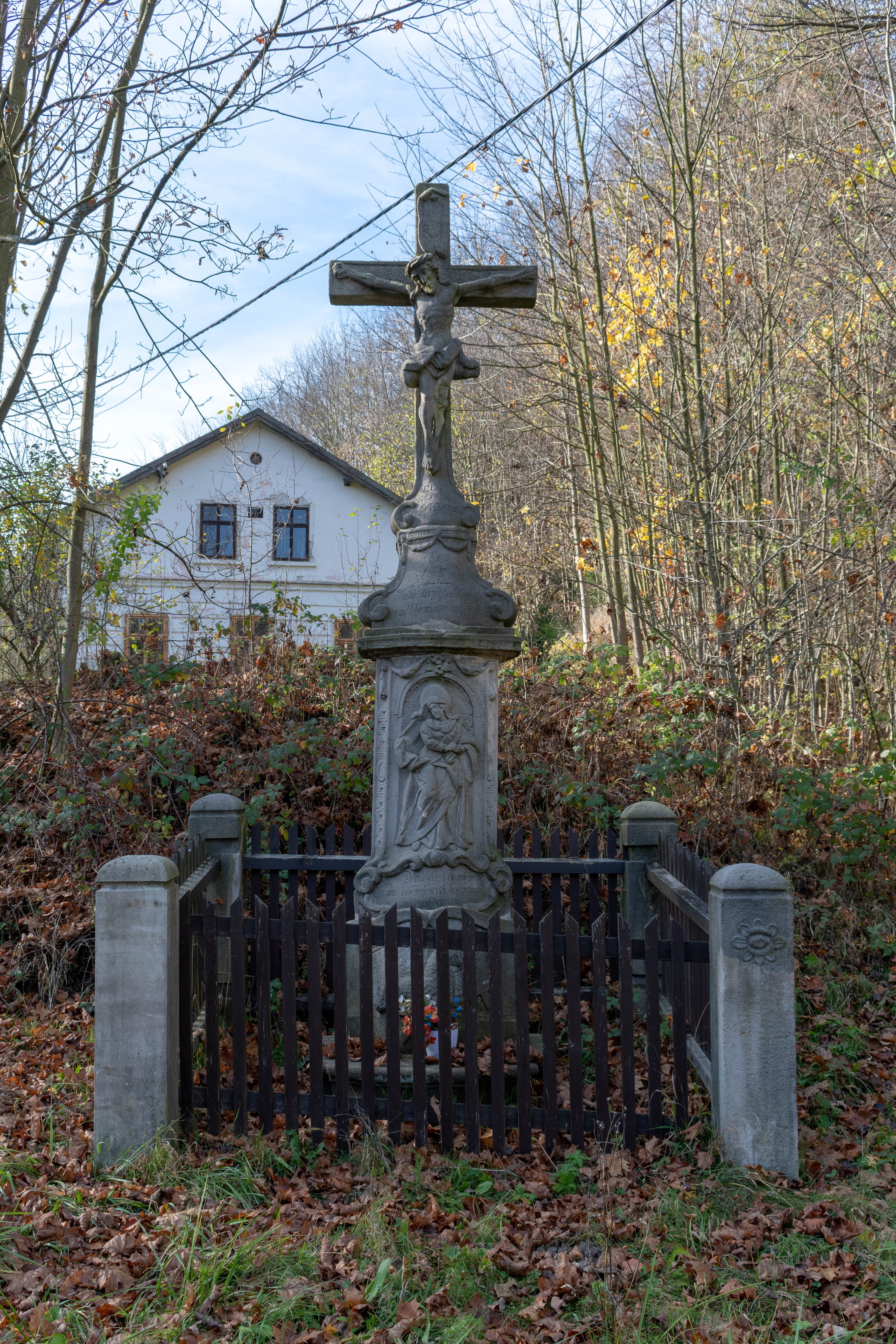
Kříž
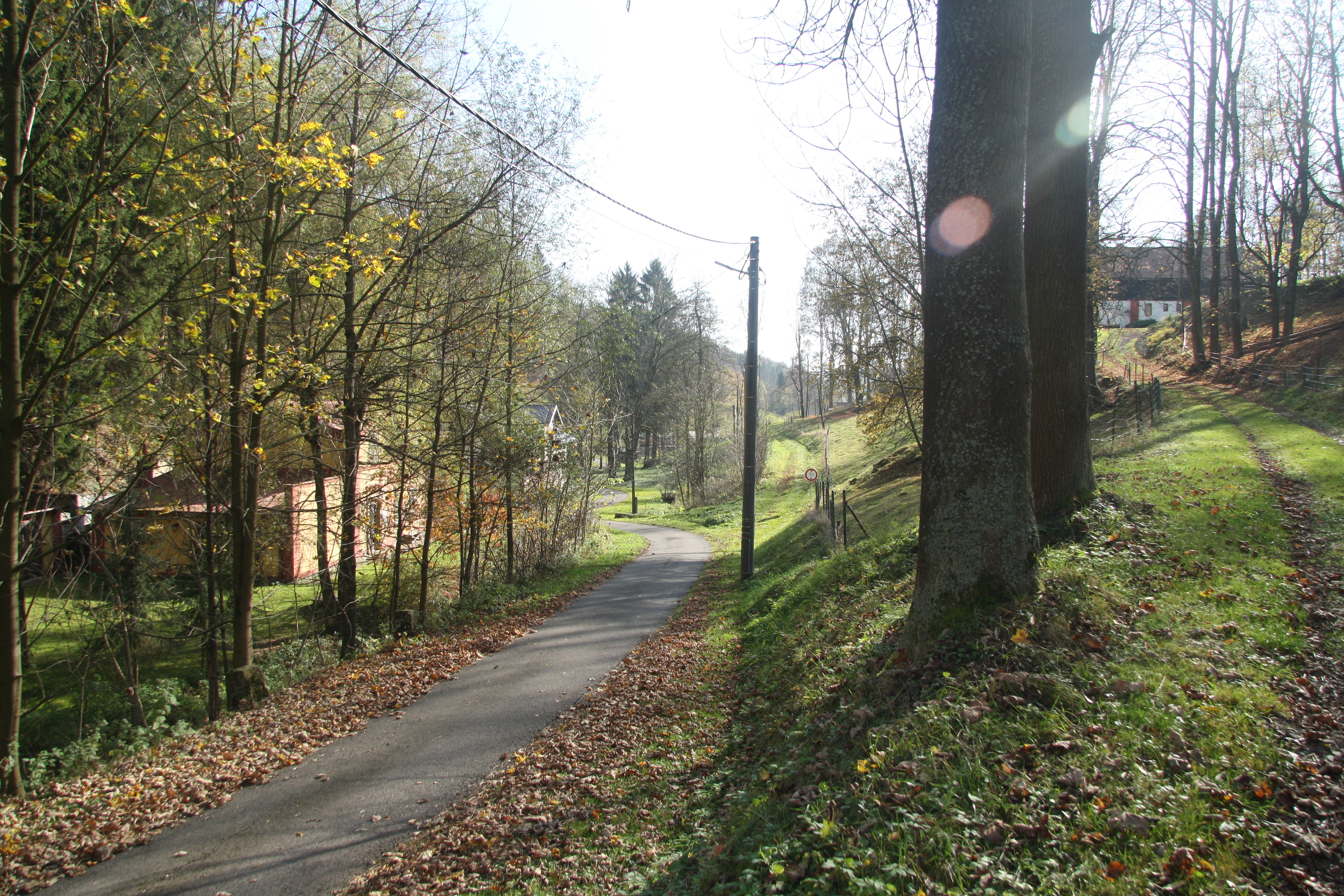
Místní silnice
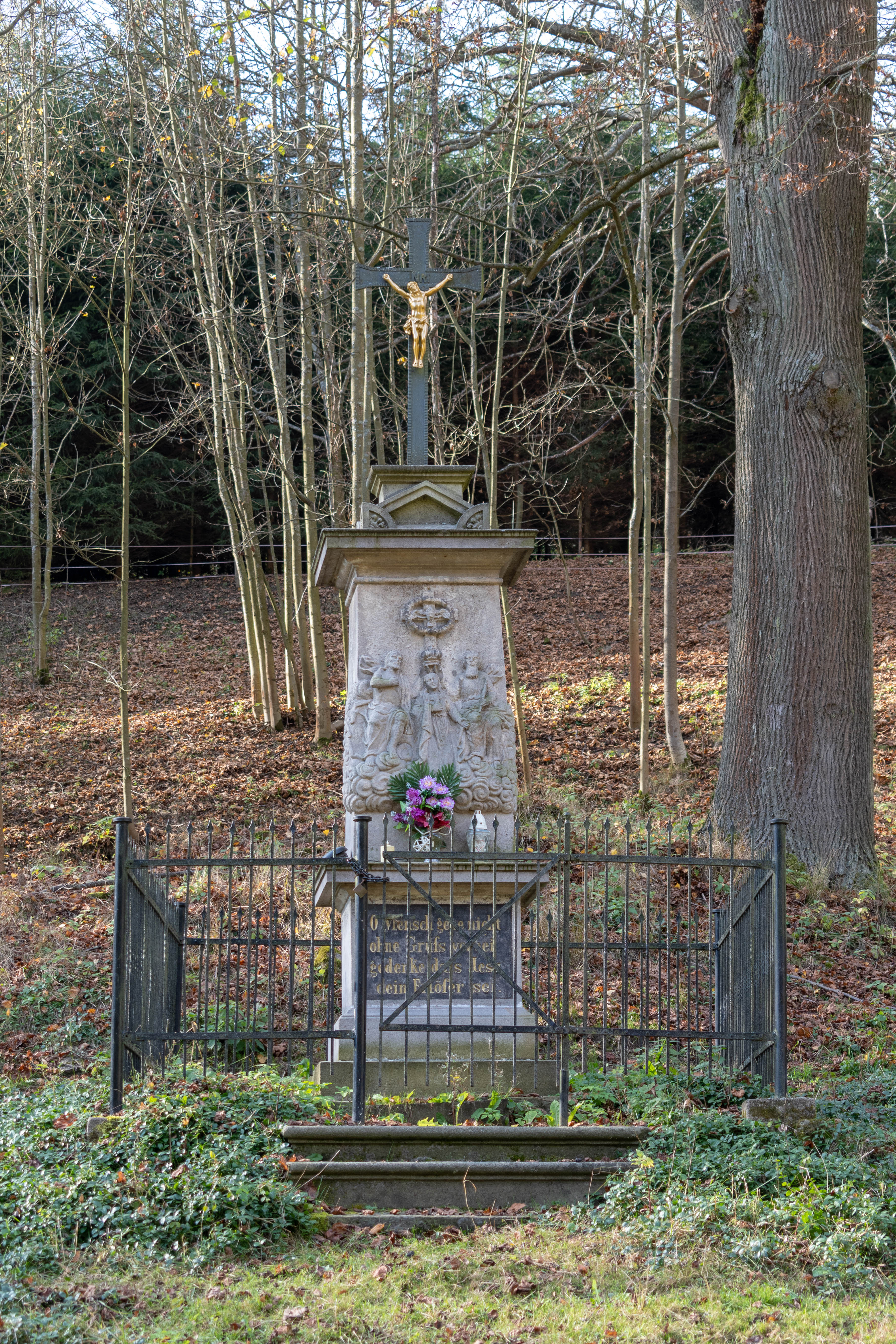
Kříž
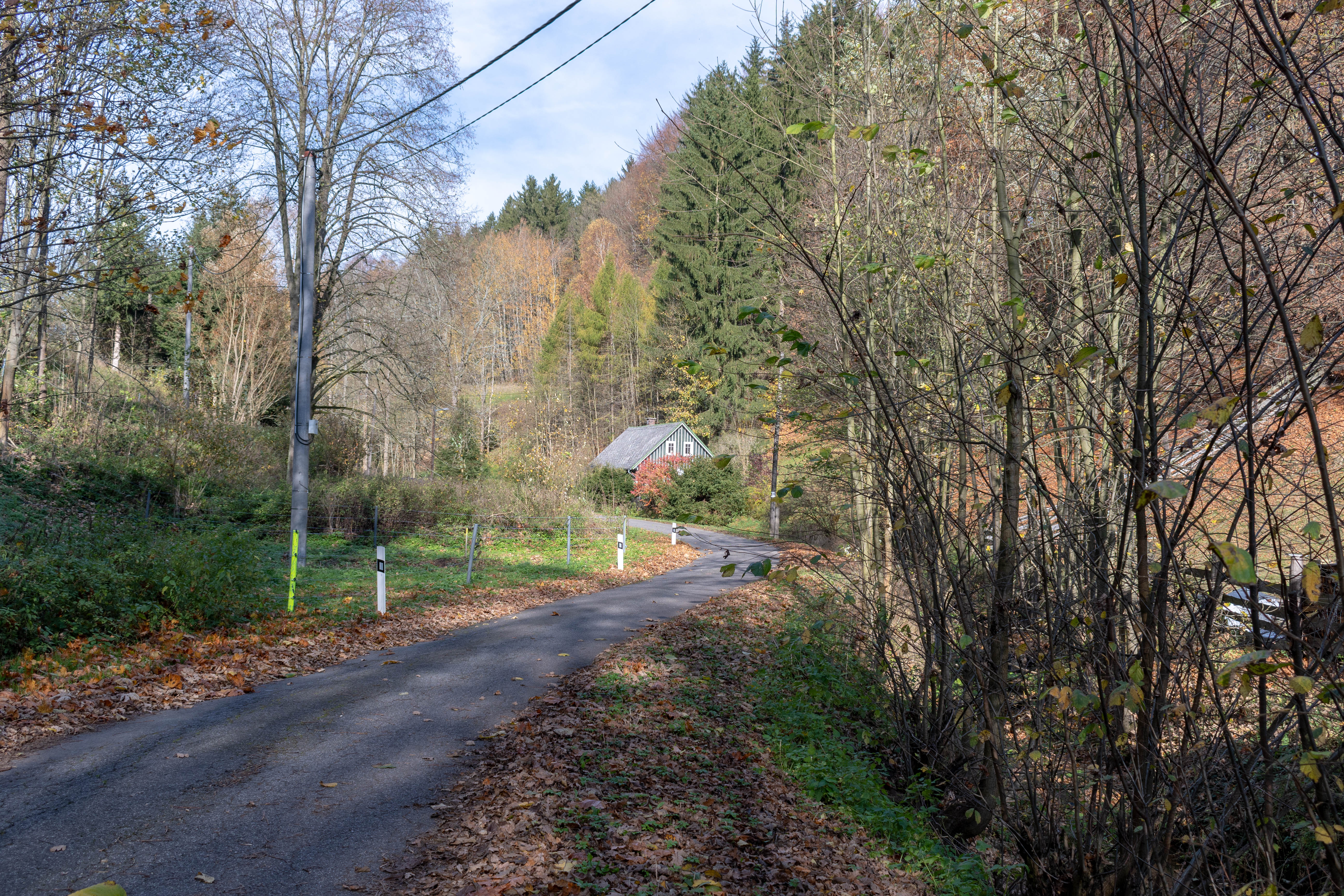
Cesta v údolí